# Elisabeth Broekaert
Elisabeth Broekaert (née en 1964) est une photographe belge, spécialisée dans la photographie documentaire et le photojournalisme. Ses photos oscillent entre le reportage et la mise en scène.

## Biographie
Elisabeth Broekaert étudie la photographie à l'Académie royale des beaux-arts de Gand. Elle s'intéresse au portrait et à la photographie de rue. Elle obtient ensuite une bourse du British Council pour se spécialiser dans la photographie documentaire au Gwent College of Higher Education de Newport. Les essais photographiques qu'elle a réalisés à l'époque ont été publiés dans The Sunday Correspondent.
Elle vit à Anvers.

### Carrière professionnelle
Après ses études, elle commence à travailler comme photographie indépendant pour les journaux  De Standaard, De Morgen, Elle, Knack, Vrij Nederland, Humo et Feeling, entre autres . Elle a également été la photographe de plateau pour Antonia et ses filles, qui a remporté l'Oscar du meilleur film étranger en 1996, pour la série télévisée Terug naar Oosterdonk (nl) et a été la photographe de Miss in Dreams de Miel van Hoogenbemt en 2001,.
Elle réalise des photos sur commande dans le domaine de la mode ou de l'architecture ou pour la presse.
En 1995, Elisabeth Broekaert réalise la série de photos Meet the Moultons pour laquelle elle suit la vie d'une famille d'américains dans le Maine aux États-Unis. Vingt ans plus tard, en 2018, elle retourne aux États-Unis pour réaliser Meet the Moultons, Part II. Cette série, soutenue par le Fonds Pascal Decroos,  est récompensée par le prix RTBF et, en 1998, certaines photos sont publiées à la Bibliothèque nationale de France à Paris.

## Livres
Elle collabore avec l'écrivain Bart Moeyaert pour deux livres : dans Let's stick together, elle illustre de photos en noir et blanc, les poèmes d'amour de  l'écrivain et dans Vlees is het mooiste, explore le corps humain, avec des poèmes sensibles, érotiques sélectionnés par Bart Moeyart et des portraits de nu d'Elisabeth Broekaert. Elle photographie les personnes nues dans leur environnement sans exhibitionnisme ou sensationnalisme.
Dans En god schiep de man (Et Dieu créa l'homme), Jelle van Riet et Elisabeth Broekaert cherchent le secret de la beauté masculine. De Paris à Miami, elles interrogent des spécialistes de la beauté masculine :  tatoueurs, chirurgiens plastiques, coachs sportifs, etc. qu'Elisabeth Broekhaert a photographiés.

### Collectif DES
Elisabeth Broekaert participe au collectif DES qui se mobilise autour du distilbène, un médicament qui a eu des effets secondaires graves sur plusieurs générations. La photographe traite de manière presque anthropologique la vie quotidienne de ces personnes,.

## Expositions
- 2012 : City photographer Antwerp, Fifty One Fine Art Photography, Anvers[12]
- 2017-2018 : Staatsfotograaf, MAS, Anvers[13]
- 2020, Let's stick together, Musée de la photographie d'Anvers